# فرودگاه کارنارون
فرودگاه کارنارون (به انگلیسی: Carnarvon Airport) یک فرودگاه همگانی با کد یاتا CVQ است که یک باند فرود آسفالت دارد و طول باند آن ۱۶۷۹ متر است. این فرودگاه در کشور استرالیا قرار دارد و در ارتفاع ۴ متری از سطح دریا واقع شده‌است.

## شرکت‌های هواپیمایی و مقصدهای پروازی
| شرکت‌های هواپیمایی | مقصدهای پروازی          |
| ----------------- | ----------------------- |
| اسکیپرس اوییشن    | جرالدتن، خلیج کوسه، پرث |